# Retalls de la meva vida
 Retalls de la meva vida  (original: Running with Scissors) és una pel·lícula estatunidenca dirigida per Ryan Murphy estrenada el 2007 i doblada al català

## Argument
El guionista Joseph Cross retrata Augusten Burroughs en l'adaptació al cinema del director Ryan Murphy de les memòries personals de l'autor de best-sellers Burroughs.
Anys 1970. El jove Augusten Burroughs (Joseph Cross) pertany a una conflictiva família de classe mitjana composta per un pare alcohòlic (Alec Baldwin) i una mare desequilibrada i narcisista (Annette Benning), una poetessa que no ha publicat res, però que viu obsessionada amb la idea de fer-se famosa. La mare envia Augusten a viure amb el doctor Finch (Brian Cox), un psiquiatre molt poc ortodox, i el seu turbulent matrimoni.
De cop i volta entra en un ambient que és tan desconegut com imprevisible, i el jove Augusten té una relació curiosa amb les dues filles capritxoses del doctor mentre aprèn a adaptar-se i a sobreviure fins i tot sota la més inusual de les circumstàncies.

## Rebuda
"Burroughs va fer que aquesta còmica casa dels horrors visqués i respirés sobre el paper. A la pantalla, malgrat uns actors que ho donen tot, jeu allà, esperant una força animada que mai no arriba. " (Peter Travers: Rolling Stone)

## Repartiment
- Annette Bening: Deidre Burroughs
- Brian Cox: Dr. Finch
- Joseph Fiennes: Neil Bookman
- Evan Rachel Wood: Natalie Finch
- Alec Baldwin: Norman Burroughs
- Joseph Cross: Augusten Burroughs
- Jill Clayburgh: Agnes Finch
- Gwyneth Paltrow: Hope Finch
- Gabrielle Union: Dorothy
- Patrick Wilson: Michael Shephard
- Kristin Chenoweth: Fern Stewart
- Colleen Camp: Joan

## Premis i nominacions

### Nominacions
- Globus d'Or a la millor actriu musical o còmica 2007 per Annette Bening

## Banda original
- The Year of the Cat - Al Stewart
- Poetry Man - Phoebe Snow
- Blinded by the Light - Manfred Mann's Earth Band
- Bennie and the Jets - Elton John
- Bossa Whistle
- Waltz for Debby - The Kronos Quartet
- One Less Bell to Answer - The 5th Dimension
- Spring - Capella Istropolitana
- Quizas, Quizas, Quizas - Nat 'King' Cole
- The Things We Do for Love - 10cc
- Very Early - The Bill Evans Trio
- O Tannenbaum - The Vince Guaraldi Trio
- Re: Person I Knew - The Bill Evans Trio
- Pick Up the Pieces - Average White Band
- My Little Drum - The Vince Guaraldi Trio
- Another Day - Telepopmusik
- Mr. Blue - Catherine Feeny
- Blue Champagne - Tex Beneke
- Stardust - Nat 'King' Cole
- Teach Your Children - Crosby, Stills & Nash

## Anacronismes
En la primera escena amb el cercle de poesia de Deirdre, el 1978, Dierdre diu que Anne Sexton va donar un recital de poesia la setmana anterior. Sexton va morir el 1974.
El 1978 el serial gòtic "Dark Shadows" s'estava emetent a la TV a la casa de Dr. Finch. La sèrie es va suprimir el 1971 i no es va repetir en canals de cable fins als anys 80.